# Технополис
„Технополис България“ ЕАД е българско предприятие за търговия на дребно с битови електроуреди със седалище в София. То е част от групата „Видеолукс Холдинг“, притежавана от Тодор Белчев и Божидар Колев, и включваща още търговецът на едро с битова техника „Видеолукс“ и веригата магазини за железария „Практикер“.
„Технополис България“ е регистрирано на 25 февруари 2002 година и поема откритият малко преди това магазин „Технополис“ в квартал „Младост 4“ в София. През следващите десет години веригата се разраства активно, откривайки магазини в повечето областни градове в страната. Към 2020 година има 1735 служители, обем на продажбите от 609 милиона лева и печалба от 47,4 милиона лева. През 2021 година е най-големият търговец на дребно с битови електроуреди в България.

## Магазини
Към март 2024 година компанията управлява 33 магазина в 25 големи града на България. Седем от обектите са в София, в столичните квартали Младост, Люлин и Надежда, и в моловете Сердика Център София, The Mall, Bulgaria Mall и Парадайс център, а останалите са в Пловдив, Варна, Русе, Бургас, Стара Загора, Плевен, Велико Търново, Враца, Шумен, Сливен, Благоевград, Добрич, Ямбол, Кюстендил, Пазарджик, Кърджали, Перник, Силистра, Видин, Монтана, Разград, Хасково, Габрово и Сандански.
Откриване на магазините
- 01.12.2001 г. – Технополис София, жк Младост
- 06.12.2002 г. – Технополис Варна
- 29.05.2003 г. – Технополис Стара Загора
- 18.09.2003 г. – Технополис Пловдив
- 01.12.2003 г. – Технополис Бургас
- 29.04.2004 г. – Технополис София, жк Люлин
- 01.06.2005 г. – Технополис Враца
- 16.06.2005 г. – Технополис Шумен
- 05.07.2005 г. – Технополис Плевен
- 10.08.2005 г. – Технополис Сливен
- 08.09.2005 г. – Технополис Русе
- 12.07.2006 г. – Технополис Стара Загора (на нов адрес)
- 30.11.2006 г. – Технополис Благоевград
- 23.08.2007 г. – Технополис Добрич
- 03.10.2007 г. – Технополис Ямбол
- 24.10.2007 г. – Технополис Кюстендил
- 08.11.2007 г. – Технополис Пазарджик
- 12.12.2007 г. – Технополис Кърджали
- 31.07.2008 г. – Технополис Перник
- 16.10.2008 г. – Технополис Силистра
- 20.11.2008 г. – Технополис Видин
- 11.12.2008 г. – Технополис Монтана
- 08.10.2009 г. – Технополис София, жк Надежда
- 03.12.2009 г. – Технополис Велико Търново
- 16.03.2010 г. – Технополис София „Сердика Център“
- 21.04.2010 г. – Технополис София „The Mall“ (Хермес Парк)
- 28.10.2010 г. – Технополис Бургас 2
- 06.10.2011 г. – Технополис Разград
- 10.05.2012 г. – Технополис Хасково
- 22.11.2012 г. – Технополис Габрово
- 01.12.2012 г. – Технополис София „Bulgaria Mall“
- 28.03.2013 г. – Технополис София „Paradise Mall“
- 12.04.2016 г. – Технополис Сандански
- 10.12.2024 г. – Технополис Ловеч